# Ciudad Universitaria de Bogotá
La Ciudad Universitaria de Bogotá, también conocida como la Ciudad Blanca, es el campus principal de la Universidad Nacional de Colombia y su sede se encuentra en Bogotá (Colombia). 
La construcción de esta sede se inició en 1935 durante el primer gobierno de Alfonso López Pumarejo (1934-1938). Está compuesta por un conjunto de bloques arquitectónicos, de los cuales 17 han sido declarados monumentos nacionales.
En virtud de la ley 68 de 1935 quedó constituida la Universidad Nacional de Colombia, como entidad autónoma y expresión de la apertura de la educación a sectores más amplios de la población. El nuevo concepto de educación superior, la estructura docente y administrativa de la Ciudad Universitaria de Bogotá, su implantación en el predio y su arquitectura debían reflejar, en sus respectivas ámbitos, el espíritu de modernización en el que estaba empeñado el país.
Es el campus universitario más grande del país y uno de los más grandes en América del Sur.
La Ciudad Universitaria de Bogotá no sólo es un referente arquitectónico, sino también cultural, al albergar importantes centros de investigación, museos y espacios para la ciencia, el arte y la cultura. Su diseño urbanístico y arquitectónico, que fusiona estilos modernos y clásicos, fue concebido por destacados arquitectos nacionales e internacionales, convirtiéndola en un ícono de la educación superior en Colombia.
En el primer semestre del año 2024, la Ciudad Universitaria tenía matriculados alrededor de 56.583 estudiantes, de los cuales 49.408 son de pregrado, 1.245 de especialización, 571 de especialidad médica, 4.317 de maestría y 1.042 de doctorado. Además, también cuenta con 277 programas académicos: 49 de pregrado, 41 de especialización, 4 de especialidades en áreas de la salud, 133 maestrías y 50 doctorados.
El complejo arquitectónico de la universidad se encuentra ubicado en la localidad de Teusaquillo, al noroeste del centro histórico de Bogotá.Ocupa un área de 1.213.500 m², lo que lo convierte en uno de los más grandes de Colombia tanto por extensión como por su relevancia arquitectónica y académica.
El campus fue diseñado originalmente por el arquitecto alemán Leopoldo Rother en la década de 1930. A lo largo del tiempo, ha incorporado una mezcla de estilos arquitectónicos que reflejan la evolución de la arquitectura moderna en Colombia. Entre sus edificios más destacados están la Biblioteca Central Gabriel García Márquez, inaugurada en 1972, y el Edificio de Ciencia y Tecnología Luis Carlos Sarmiento Angulo, terminado en 2008.
Además de su importancia arquitectónica, la Ciudad Universitaria es un centro vital para la investigación y la enseñanza en Colombia. En 2024, continúa siendo uno de los campus más influyentes del país, con una gran oferta académica y un papel clave en la educación pública. Siendo un importante centro académico y cultural, albergando eventos y actividades que reflejan su relevancia en la vida universitaria y en la modernización del país.
En 2024, se programaron importantes desarrollos en la educación superior en Bogotá. El gobierno local y nacional acordó la construcción de un nuevo "multi-campus" universitario en la localidad de Suba, que tendrá una capacidad para atender entre 15,000 y 17,000 estudiantes. Este proyecto se enmarcó en una estrategia para mejorar la infraestructura educativa y ofrecer una educación superior más accesible.

## Historia
El origen de la Ciudad Universitaria se remonta a las ideas del político colombiano Rafael Uribe Uribe, él cual veía a la Universidad Nacional de Colombia como un ente nacional, moderno, actual, evolutivo y experimental que debería situar todas las ciencias y las artes en un mismo espacio y con una infraestructura unificada.
La Ciudad Universitaria en Bogotá de la Universidad Nacional de Colombia representa la expresión arquitectónica de la modernización del Estado desde los años 1930 a la actualidad. Esta gran obra fue iniciada por Alfonso López Pumarejo, en aquel entonces presidente de la República en su primer período (1934-1938).
En virtud de la ley 68 de 1935 quedó constituida la Universidad Nacional de Colombia, como entidad autónoma y expresión de la apertura de la educación a sectores más amplios de la población. El nuevo concepto de educación superior, la estructura docente y administrativa de la Ciudad Universitaria de Bogotá, su implantación en el predio y su arquitectura debían reflejar, en sus respectivas ámbitos, el espíritu de modernización en el que estaba empeñado el país. En 1936 el Estado otorgó con destino a la construcción de la Ciudad Universitaria un lote llamado El Salitre, el cual formaba parte de la Hacienda
Para la estructuración de la universidad, que hasta entonces impartía docencia en diversas sedes diseminadas por toda Bogotá, adscritas a diferentes entidades gubernamentales, llegaron de Alemania, invitados por el gobierno nacional, el pedagogo Fritz Karsen, experto en asuntos universitarios, y el arquitecto Leopoldo Rother. El concienzudo estudio de carreras y programas liderado por Karsen permitió definir una estructura académica integral, sintetizada en un esquema general en forma de elipse de la que irradiaba cada una de las cinco grandes divisiones académicas y sus respectivas dependencias. El esquema fue traducido casi literalmente por Rother en la distribución espacial propuesta para el predio seleccionado en sus orígenes de un "cubismo purista" y con algunos rasgos de la sede de la famosa escuela de la Bauhaus, en Dessau (Alemania), con una volumetría prismática, blancos y austeros. 
La distribución espacial del conjunto ofrece por primera vez en el país el concepto de "campus", donde en un generoso terreno suburbano se ubican, aisladas de las demás, cada una de las edificaciones necesarias para el funcionamiento de la universidad, con amplias zonas verdes y de esparcimiento, vinculadas al conjunto por senderos peatonales y dos vías perimetrales conformando un todo unificado con proyección al futuro. Para el diseño de las diversas construcciones se contó con la participación no sólo de Karsen y Rother sino también de los arquitectos vinculados a la Oficina de Edificios Nacionales del Ministerio de Obras Públicas, como el arquitecto Jorge Gaitán Cortés y el ingeniero Guillermo González Zuleta, entidad encargada del diseño y construcción de los edificios administrativos nacionales. 
La arquitectura buscó reflejar el nuevo lenguaje arquitectónico promulgado por los movimientos de vanguardia de entonces, oficializados internacionalmente en la exposición arquitectura moderna organizada en el Museo de Arte Moderno de Nueva York en 1932. Volúmenes escuetos y blancos, geométricamente simples y puros, carentes de cualquier aditamento superfluo, donde tan solo aparecen los vanos de puertas y ventanas de proporciones generosas. 
La composición de plantas y fachadas con tendencia a la asimetría, el manejo de nuevos materiales y nuevas técnicas constructivas son, en síntesis, los elementos que sirvieron de fundamento al diseño. Las construcciones de la Ciudad Universitaria siguieron, en términos generales, aunque es notoria la composición simétrica en la distribución espacial de algunos edificios y el uso de sistemas constructivos tradicionales en otros. El empleo generalizado del acabado en pañete y pintura blanca en las construcciones de la etapa inicial le valió al conjunto el apelativo de Ciudad Blanca. 
Es destacable la labor del arquitecto Leopoldo Rother, quien además de participar en la estructuración docente y en la implantación del proyecto general, fue autor de varios edificios. Del año 1937 son el Estadio Alfonso López Pumarejo, las oficinas administrativas y las porterías para las entradas de las calles 26 y 45. Las viviendas para profesores se hicieron en 1939, y un año más tarde el Laboratorio de Ensayo de Materiales y el edificio de Ingeniería, en asocio con Bruno Violi. La Imprenta Universitaria se construyó en 1945 junto al ingeniero calculista Guillermo González Zuleta.
Rother continuó en el país y fue orientador de varias generaciones de arquitectos formados en la recién creada Facultad de Arquitectura de la Universidad. De los edificios iniciales se deben destacar el conjunto de veterinaria y la facultad de arquitectura, los dos diseñados por de Erik Lange y Ernesto Blumenthal (1938), la facultad de derecho de Alberto Wills Ferro (1940) y las residencias estudiantiles de Julio Bonilla Plata (1939 y 1940); Todos estos declarados Monumentos Nacionales.
El 16 de mayo de 1984 se cometió la Masacre de la Universidad Nacional de Colombia, así mismo se han presentado varios hechos de violencia en la Universidad Nacional perpetrados por varios actores del conflicto armado interno de Colombia.

## Acontecimientos recientes

### Protestas estudiantiles de 2024
En 2024, la Ciudad Universitaria fue epicentro de una serie de protestas estudiantiles que comenzaron a finales de febrero, cuando la sede Bogotá declaró una asamblea permanente. Las manifestaciones surgieron en respuesta a diversas problemáticas, incluyendo la elección del rector José Ismael Peña Reyes, cuestionada por presuntas irregularidades, y reformas propuestas que afectaban programas de posgrado. El movimiento contó con el respaldo de estudiantes, docentes y sindicatos universitarios, y se extendió durante varios meses, generando debates sobre la autonomía universitaria y la transparencia en la gestión institucional. 
Wikipedia, la enciclopedia libre
+1
Semana
+1

### Incidentes de seguridad en 2024
El 2 de mayo de 2024, se registraron disturbios en el campus protagonizados por encapuchados que causaron daños materiales y enfrentamientos con la fuerza pública. Estos incidentes llevaron a la evacuación temporal de las instalaciones y fueron condenados por las autoridades universitarias. 
Semana
Además, en diciembre de 2024, un caso de presunto abuso sexual durante una reunión estudiantil en el campus generó controversia y destacó la necesidad de fortalecer las medidas de seguridad y los protocolos de atención a víctimas dentro de la universidad. 
El País

### Redescubrimiento de mural histórico
En octubre de 2024, fue redescubierto un mural del pintor comunista Alipio Jaramillo en la Facultad de Derecho, el cual había sido censurado y cubierto durante la dictadura de Gustavo Rojas Pinilla en 1953. El hallazgo impulsó iniciativas para su restauración y generó un renovado interés en la historia artística y política del campus. 
El País

### Retorno de comunidades indígenas al campus
En mayo de 2025, la Universidad Nacional de Colombia facilitó el retorno de comunidades indígenas que habían habitado temporalmente el campus durante las movilizaciones del Primero de Mayo. La institución garantizó condiciones dignas de alojamiento y alimentación, destacando el respeto intercultural y el compromiso con los derechos de estas comunidades. 

## Características

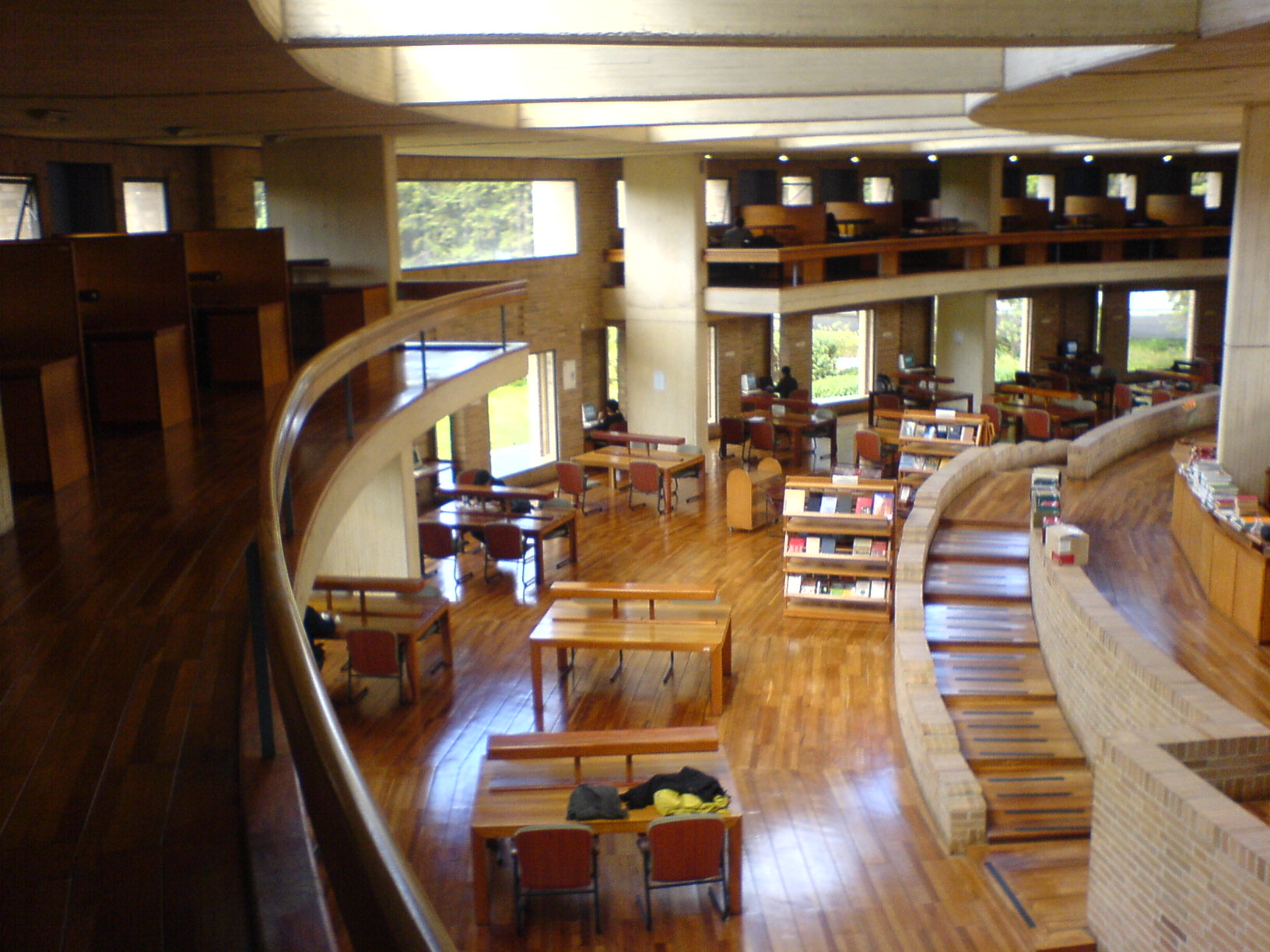
Biblioteca Ernesto Guhl.

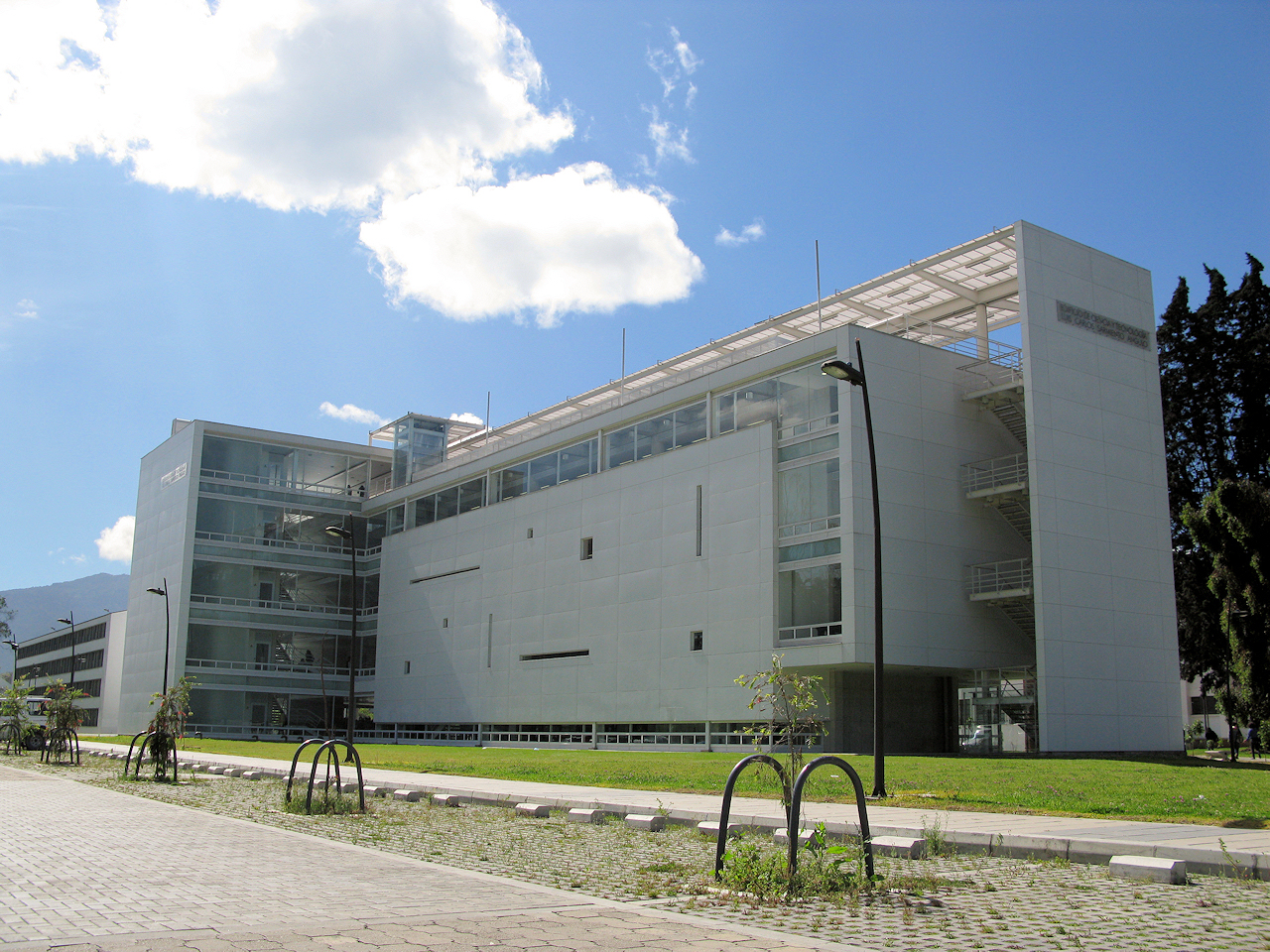
Edificio de Ciencia y Tecnología.

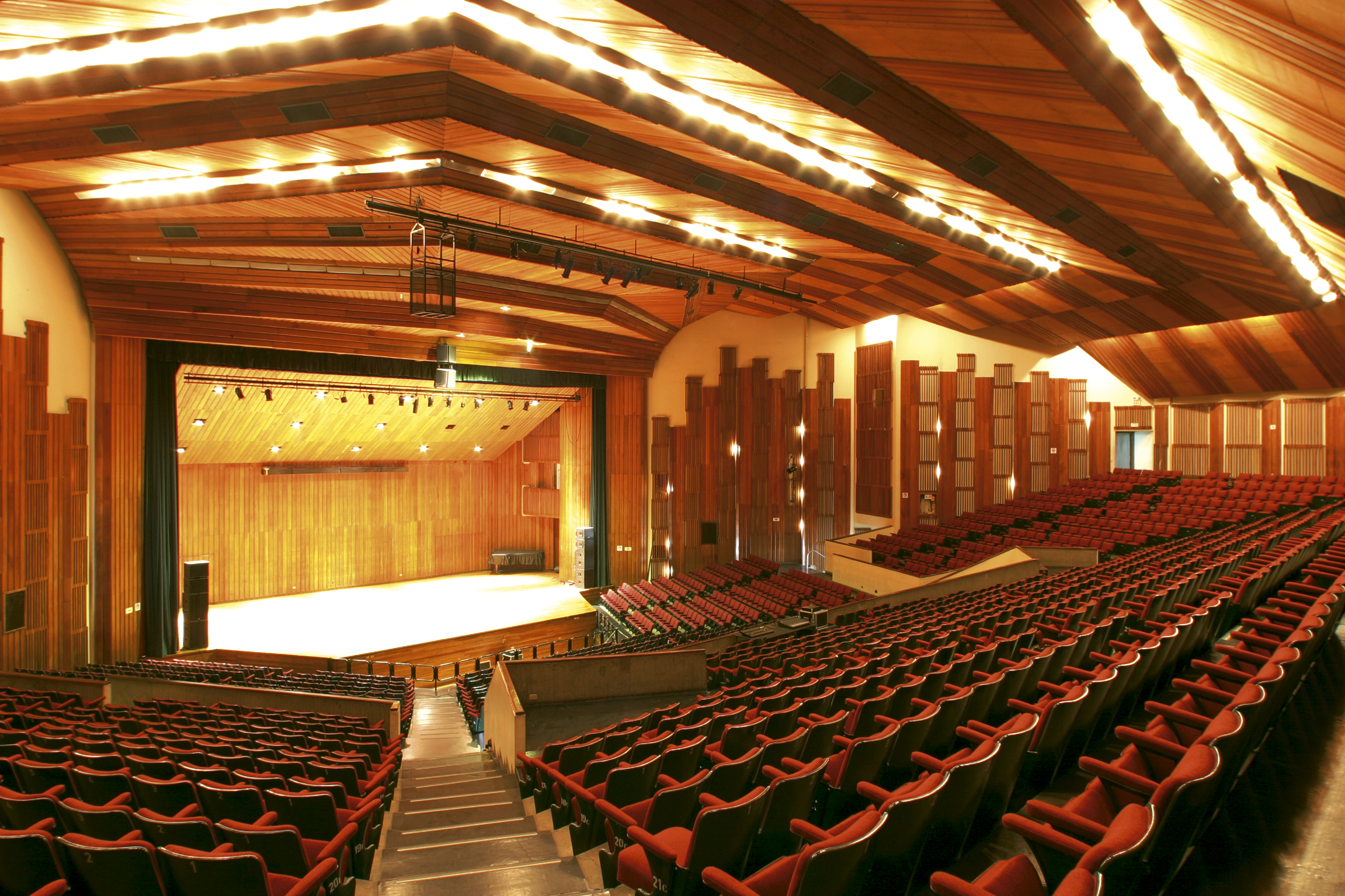
Auditorio León de Greiff.

La Ciudad Universitaria, es el Campus Principal de la Universidad Nacional de Colombia, ubicada en el centro geográfico de la ciudad de Bogotá, al noroeste del centro histórico. Es un conjunto de bloques arquitectónicos, de los cuales 17 han sido declarados Monumento Nacional y junto con otras edificaciones del campus, representan los últimos 60 años de la arquitectura colombiana.
La sede Bogotá es la más grande, no solo físicamente, sino también por albergar unos 33 mil 66 estudiantesy ofrece cerca del 54% de los cupos para nuevos estudiantes a nivel nacional. Presenta una agitada actividad académica y cultural, diariamente circulan cerca de unas 40 mil personas entre estudiantes, profesores, empleados, y público en general. La superficie de la Ciudad Universitaria tiene 121 hectáreasy unos trescientos mil metros cuadrados de área construida, es generoso en zonas peatonales, áreas verdes y espacios abiertos. 

### Descripción
La Ciudad Universitaria o Ciudad Blanca es un campus que  posee una arquitectura donde predominan edificios cuyo exterior se caracteriza por líneas geométricas sencillas, sin ornamentos y en su mayoría pintados de color blanco. 
El campus tiene la forma de un búho, siendo su cola la capilla y su cabeza los estadios Alfonso López y el antiguo diamante de béisbol. Sus extremidades son las salidas del campus por la carrera 30, la calle 53, la calle 45 y la avenida El Dorado. 
El lugar principal de encuentro en el campus es la plaza Central que está delimitada por la Torre de Enfermería, la Biblioteca Central, y el auditorio León de Greiff. 
Al sur de la plaza se encuentran ubicados todos los edificios relacionados con las humanidades, siempre enmarcados entre la avenida El Dorado y la plaza Santander. Allí solían ser las residencias estudiantiles, hasta que fueron suprimidas y su función pasó a ser la de edificios de clase.
Al occidente de la plaza se encuentra principalmente la Facultad de Ciencias Agrarias y sus ramificaciones, Medicina, y Medicina Veterinaria, edificaciones más nuevas que las que se encuentran al sur, pero sin perder la característica típica del campus. Aún más al occidente se encuentra una zona de potreros, especialmente para Medicina Veterinaria, una zona sin construir, un pequeño pulmón para la ciudad. Y aún más al occidente se encuentra la Hemeroteca Nacional Universitaria, una edificación distinta y arquitectónicamente independiente del campus, se encuentra a unos 15 minutos a pie desde la plaza.
Inmediatamente al norte de la plaza se encuentra Química, el complejo de los edificios de Ingeniería, Matemáticas y Física, el Observatorio, la planicie del Estadio y Ciencia y Tecnología, entre muchos otros. Más al norte se encuentra la zona deportiva, una zona inconclusa pero importante, grandes potreros que dan a la Transversal 38, con edificaciones gigantes y emblemáticas como el Estadio, Cine y Televisión, el inconcluso diamante de Béisbol, y varias canchas de fútbol. Aún más allá, al nororiente, se encuentra Genética, el IPARM,  y el ICONTEC, edificios aislados geográficamente de la universidad pero muy vigentes, encerradas por la salida de la calle 53. 
El oriente de la plaza es para artes y economía, en él se encuentra los edificios de Música, Artes, Arquitectura, Economía, y Administración entre otros. Más al nororiente se encuentran Biología, además del Instituto Geográfico Agustín Codazzi (IGAC) e Ingeominas, siendo estas dos últimas instituciones distintas a la universidad, pero geográficamente unidas a ella. Están delimitadas por la carrera 30.

## Programas de pregrado
La Universidad Nacional de Colombia en esta sede ofrece 51 carreras o programas de pregrado diferentes agrupados por facultades. Actualmente la Universidad se encuentra distribuida en 11 facultades.

### Facultad de Artes
La Facultad de Artes ofrece 7 programas de pregrado distribuidos en 6 departamentos académicos. Estos departamentos son liderados por la decanatura. Para poder acceder a estos programas es necesario presentar una segunda prueba específica dependiendo de la carrera.
La carrera de arquitectura fue creada en 1936, tiene una intensidad de 179 créditos académicos y una duración estimada de 10 semestres. El Consejo Nacional de Acreditación le otorgó la acreditación de alta calidad hasta septiembre de 2013. El plan de estudios contempla asignaturas de representación, historia y teoría de la arquitectura, tecnología, ciudad y territorio. Está adscrito a la Escuela de Arquitectura y Urbanismo.
El programa de Artes Plásticas fue creado en 1978, tiene una intensidad de 166 créditos académicos y una duración estimada de 10 semestres. El Consejo Nacional de Acreditación le otorgó la acreditación de alta calidad hasta septiembre de 2018. El plan de estudios contempla asignaturas de historia y teoría del arte, dibujo, pintura, fotografía y grabado además de asignaturas de espacio y tiempo. Está adscrito a la Escuela de Artes Plásticas y Visuales.
El programa de Cine y Televisión fue creado en 1988, tiene una intensidad de 158 créditos académicos y una duración estimada de 10 semestres. El Consejo Nacional de Acreditación le otorgó la acreditación de alta calidad hasta julio de 2011. El plan de estudios contempla asignaturas de contexto de las artes, oficios y medios de expresión e historia y teoría. Al finalizar otorga el título de "Realizador(a) de Cine y Televisión". Está adscrito a la Escuela de Cine y Televisión.
El programa de Diseño Gráfico es dirigido por Carlos Arturo Acosta de Greiff. Este programa fue creado en 1963, tiene una intensidad de 148 créditos académicos y una duración estimada de 9 semestres. El plan de estudios contempla asignaturas de teoría de la imagen, contexto de las artes, talleres de diseño, medios de representación, historia y teoría del diseño, medios de producción e imagen fotográfica. Al finalizar otorga el título de "Diseñador(a) Gráfico(a)". Está adscrito a la Escuela de Diseño Gráfico.
El programa de Diseño Industrial es dirigido por Alfonso Bohórquez. La carrera fue creada en 1978, tiene una intensidad de 169 créditos académicos y una duración estimada de 10 semestres. El plan de estudios contempla asignaturas de cultura y pensamiento, cultura y ambiente, cultura e historia, cultura y comunicación, tecnología y materiales, tecnología y organización, práctica proyectual, contexto de las artes y ergonomía. Al finalizar otorga el título de "Diseñador(a) Industrial". Está adscrito a la Escuela de Diseño Industrial.
El programa de Música es dirigido por Antonio Arnedo. Este fue creado en 1986, tiene una intensidad de 171 créditos académicos y una duración estimada de 10 semestres. El Consejo Nacional de Acreditación le otorgó la acreditación de alta calidad hasta julio de 2013. El plan de estudios contempla ámbitos teóricos, de contexto de las artes, de composición, de dirección, en pedagogía instrumental y en jazz. Al finalizar otorga el título de "Músico(a) con énfasis en Composición y/o Dirección". Está adscrito al Conservatorio de Música.
El programa de Música Instrumental es también dirigido por Antonio Arnedo. Este fue creado en 1986, tiene una intensidad de 183 créditos académicos y una duración estimada de 10 semestres. El plan de estudios contiene asignaturas de fundamentación (Historia de la Música, Gramática musical, Contrapunto y Teoría musical) de contexto de las artes, de profesionalización en el instrumento, de optativas de fundamentación y profesionalización, 36 créditos de libre elección, conjuntos, coro universitario, acompañamiento pianístico, orquesta y música de cámara. Los énfasis instrumentales que tiene la universidad son 19: arpa, canto, clarinete, contrabajo, corno, eufonio, fagot, flauta, guitarra, oboe, piano, percusión (redoblante, timbales, multipercusión), saxofón, trombón, trompeta, tuba, viola, violín y violonchelo. La universidad exige que el aspirante a esta carrera tenga un grado de preparación igual a 13 semestres académicos o Nivel básico del conservatorio. Al finalizar otorga el título de "Músico(a) (instrumento) con énfasis en (línea de profundización)", por ejemplo: "Pianista". Está adscrito al Conservatorio de Música.
En 2023 fueron construidos los bloques B y C para las escuelas de diseño industrial y de cine y televisión y en 2024 se anunció la construcción del bloque A del edificio Nuevos Espacios para las Artes.

### Facultad de Ciencias
La Facultad de Ciencias tiene actualmente como decano a Giovanny Garavito Cárdenas. Está compuesta por 8 departamentos académicos y ofrece 8 carreras de pregrado.
El pregrado de Biología es dirigido por Olga Lucía Montenegro Díaz. Fue creado en 1965, tiene una intensidad de 163 créditos académicos y una duración estimada de 10 semestres. El Consejo Nacional de Acreditación le otorgó la acreditación de alta calidad hasta diciembre de 2020. El plan de estudios contiene asignaturas de biología evolutiva, biología de plantas, biología molecular, ecología, genética, investigación, biología animal, matemáticas, estadística, física, química y taxonomía. Al finalizar este pregrado se obtiene el título de "Biólogo(a)". Está adscrito al departamento de Biología.
El pregrado de Estadística es dirigido por Campo Elías Pardo Turriago. Fue creado en el año de 1958, tiene una intensidad de 141 créditos académicos y una duración estimada de 9 semestres. El Consejo Nacional de Acreditación le otorgó la acreditación de alta calidad hasta febrero de 2014. El plan de estudios contiene asignaturas de probabilidad, cálculo, álgebra, guardado y flujo de datos, programación, comunicación, estadística y metodología. Al finalizar estos estudios se obtiene el título de "Estadístico(a)". Está adscrito al departamento de Estadística.
El pregrado de Farmacia es dirigido por Pilar Ester Luengas Caicedo. Tiene una intensidad de 185 créditos académicos y una duración estimada de 10 semestres. El Consejo Nacional de Acreditación le otorgó la acreditación de alta calidad hasta marzo de 2019. El plan de estudios contempla asignaturas como física, química, biología, farmacia, biomedicina y administración socio-humanística. Al finalizar los estudios se obtiene el título de "Químico Farmacéutico". Está adscrito al departamento de Farmacia.
El pregrado de Física es dirigido por Anderson Dussán Cuenca. Tiene una intensidad de 160 créditos académicos y una duración estimada de 10 semestres. El Consejo Nacional de Acreditación le otorgó la acreditación de alta calidad hasta marzo de 2015. El plan de estudio contiene asignaturas como matemáticas, estadística, física, humanística, números, ciencia además de mecánica clásica, ondas, electromagnetismo, óptica, termodinámica, investigación y aplicación de la física. Al finalizar los estudios se obtiene el título de "Físico". Está adscrito al departamento de Física.
El pregrado de Geología es dirigido por Nadejda Tchegliakova. Tiene una intensidad de 166 créditos académicos y una duración estimada de 10 semestres. El Consejo Nacional de Acreditación le otorgó la acreditación de alta calidad hasta mayo de 2013. El plan de estudio contempla el estudio de física, matemáticas, química, geología, estadística, biología además de minerales, rocas, evolución geológica, geodinámica y cartografía. Al finalizar los estudios se obtiene el título de "Geólogo". Está adscrito al departamento de Geociencias.
El pregrado de Matemáticas es dirigido por John Jaime Rodríguez. Tiene una intensidad de 140 créditos académicos y una duración estimada de 9 semestres. El Consejo Nacional de Acreditación le otorgó la acreditación de alta calidad hasta julio de 2013. El plan de estudios contiene las asignaturas de matemáticas, geometría, física además de álgebra, cálculo y topología. Al finalizar estos estudios se obtiene el título de "Matemático". Está adscrito al departamento de Matemáticas.
El pregrado de Química es dirigido por Jaime Alberto Ríos Motta. Tiene una intensidad de 185 créditos académicos y una duración estimada de 10 semestres. El Consejo Nacional de Acreditación le otorgó la acreditación de alta calidad hasta marzo de 2013. El plan de estudio comprende asignaturas como química, artes, humanidades, matemáticas, física además de química orgánica, química analítica, bioquímica, estructuras e interacciones. Al finalizar estos estudios se obtiene el título de "Químico". Está adscrito al departamento de Química.
El pregrado de Ciencias de la Computación fue creado el 6 de diciembre de 2016, convirtiéndose en el programa curricular más reciente de la Sede Bogotá. Tiene una intensidad de 139  créditos académicos y una duración estimada de 10 semestres y entrará en funcionamiento del primer semestre del año 2018. El plan de estudios contiene las asignaturas de  matemáticas, geometría, física, álgebra, cálculo, probabilidad, combinatoria, entre otras. Al finalizar estos estudios, se obtiene el título de "Científico de la Computación". Está adscrito al departamento de Matemáticas.

### Facultad de Ciencias Agrarias
La Facultad de Ciencias Agrarias de la Universidad Nacional de Colombia, sede Bogotá, fue fundada en 1963 y desde entonces ha liderado la formación en ciencias agropecuarias en el país. Actualmente, su decano es Luis Ernesto Rodríguez Molano, ingeniero agrónomo, con amplia trayectoria en docencia e investigación en áreas como agroecología, desarrollo rural y sistemas sostenibles de producción agrícola.
La facultad ofrece un único programa de pregrado en Ingeniería Agronómica, creado en 1963, con una duración estimada de 10 semestres y una intensidad de 180 créditos académicos. El programa recibió la acreditación de alta calidad otorgada por el Consejo Nacional de Acreditación (CNA) desde abril de 2021 hasta el año 2029.
El plan de estudios aborda áreas fundamentales como matemáticas, probabilidad, estadística, física mecánica, química, biología y geografía, así como asignaturas disciplinares sobre aguas, suelos, fitoprotección, fisiología vegetal, mejoramiento genético de plantas, sistemas de producción agrícola, economía agraria y administración. Además, incluye una práctica profesional obligatoria desarrollada en instituciones externas. Al finalizar, se otorga el título de "Ingeniero(a) Agrónomo(a)".
En el ámbito de posgrados, la facultad ofrece especializaciones como Desarrollo Rural, Horticultura y Cultivos Perennes Industriales. También cuenta con maestrías en Ciencias Agrarias, Geomática y Agroecología, así como programas doctorales en Ciencias Agropecuarias, Ciencia y Tecnología de Alimentos, y Agroecología. Estos programas están orientados a la investigación, la innovación y el desarrollo sostenible del sector rural.
La facultad mantiene vínculos con entidades nacionales e internacionales, centros de investigación, organizaciones campesinas y el sector productivo, desarrollando proyectos en agroecología, biotecnología vegetal, seguridad alimentaria y sostenibilidad de sistemas agrícolas.

### Facultad de Ciencias Económicas

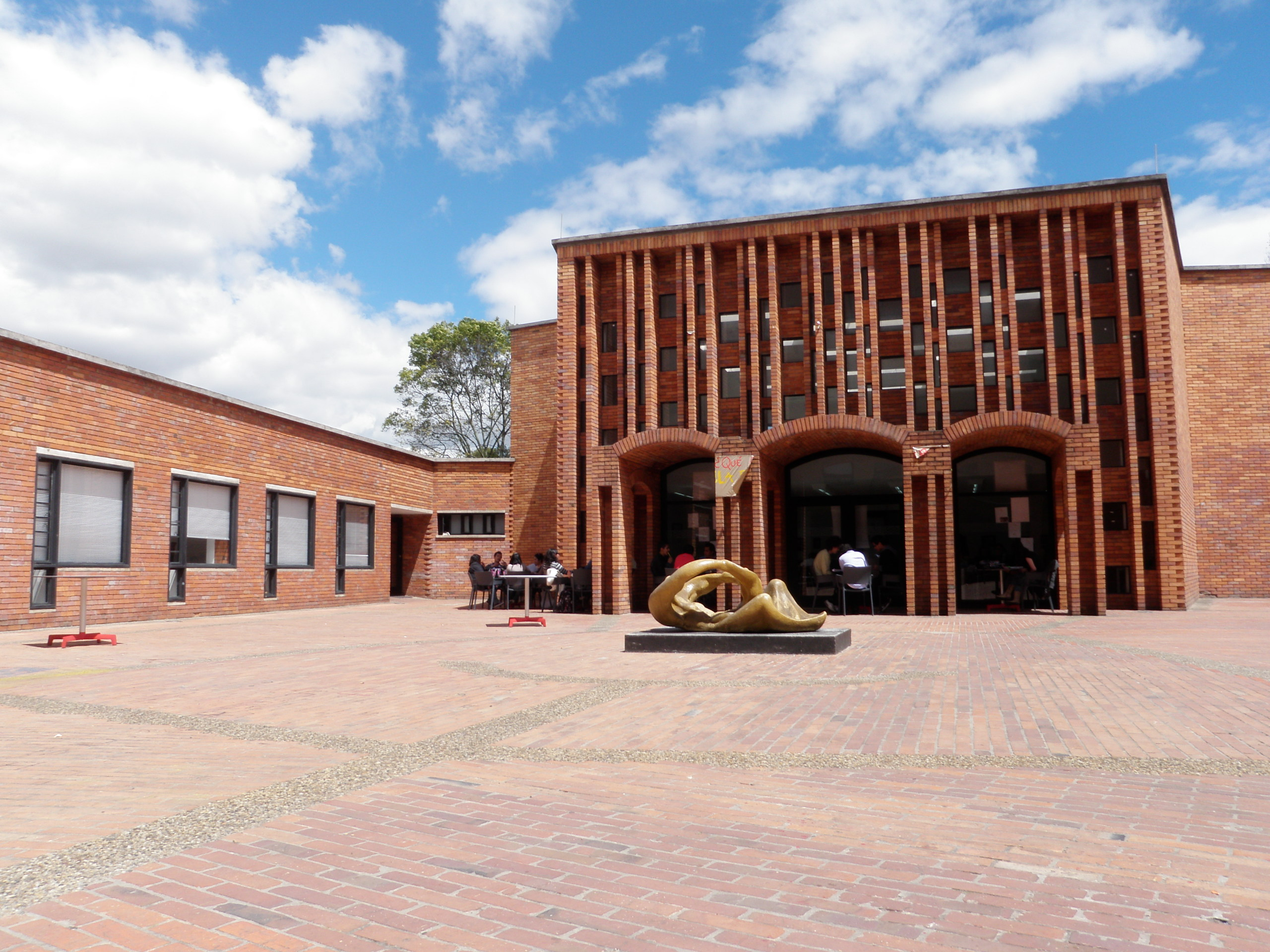
Facultad de Ciencias Económicas.

El actual decano de la Facultad de Ciencias Económicas es Jorge Armando Rodríguez Alarcón. Está ofrece 3 programas curriculares de pregrado e igual número de departamentos académicos.
El primer programa es el pregrado de Administración de Empresas que está dirigido por Fernando Antonio Castrillón Lozano. Tiene un intensidad de 164 créditos académicos y una duración estimada de 10 semestres. El Consejo Nacional de Acreditación le otorgó la acreditación de alta calidad hasta febrero de 2015. El plan se estudian asignaturas de economía, gestión, finanzas, mercados y derecho. Además el pregrado cuenta con 8 líneas de profundización (énfasis): emprendimiento, gestión, finanzas, jurídica, sistemas de información gerencial, mercados, recursos humanos y producción.
Al finalizar otorga el título de Administrador(a) de Empresas. Está adscrita a la Escuela de Administración y Contaduría Pública.
El segundo programa es el pregrado de Contaduría Pública que está dirigido por Claudia Lucía Niño Galeano. Tiene una intensidad de 167 créditos académicos y una duración estimada de 10 semestres. El Consejo Nacional de Acreditación le otorgó la acreditación de alta calidad hasta agosto de 2018. El plan de estudios contiene asignaturas sobre finanzas, contabilidad, ética y regulación. Al finalizar otorga el título de Contador(a) Público. Está adscrita a la Escuela de Administración y Contaduría Pública.
El tercer programa es el pregrado de Economía que está dirigido por Raúl Alberto Chamorro Narváez. Tiene una intensidad de 151 créditos académicos y una duración estimada de 10 semestres. El plan de estudio contiene asignaturas de matemáticas, macroeconomía, microeconomía, economía política, econometría e historia económica. Al finalizar otorga el título de Economista. Está adscrita a la Escuela de Economía.
La Facultad está ampliamente comprometida con la investigación, es por eso que cuenta con su propio Centro de Investigaciones para el Desarrollo (CID), unidad de divulgación y extensión que propone fomentar, coordinar y vincular el trabajo de la Universidad a la transformación y el progreso de la sociedad colombiana.

### Facultad de Medicina
La Facultad de Medicina dispone actualmente de cinco programas de pregrado e igual número de departamentos, además de contar con 43 programas de postgrados. José Ricardo Navarro Vargas figuró como decano de la Facultad desde 2020 hasta 2022. Para el período de 2024-2026 fue designado como decano el profesor José Fernando Galván Villamarín.
Uno de los programas de pregrado que ofrece la Facultad es Fisioterapia, el cual es coordinado por Carmen Rodríguez Medina. Fue creado en 1966, tiene una intensidad de 166 créditos divididos en diez semestres. Esta carrera cuenta con la particularidad de ser ofertada de manera anual, por lo que solo se hacen admisiones en el segundo semestre de cada año. Tiene otorgada la acreditación por el Consejo Nacional de Acreditación hasta el año 2014. Al finalizar este programa curricular, se obtiene el título de Fisioterapeuta.

## Sistema Nacional de Bibliotecas
Los recursos bibliográficos, el talento humano, la infraestructura tecnológica y física con los que cuenta la universidad son integrados en un único sistema al que se le denomina SINAB. Este sistema administra los recursos, entre ellos las bibliotecas de todas las sedes de la universidad. Al interior de la ciudad universitaria se encuentran 14 bibliotecas con material de consulta en sala además de disponer de tres salas de consulta de recursos electrónicos. 
| Instalación                                    | Ubicación    | Tamaño aproximado (Títulos en búsqueda) |
| ---------------------------------------------- | ------------ | --------------------------------------- |
| Biblioteca Gabriel García Márquez              | Edificio 102 | 280651                                  |
| Biblioteca Ciencia y Tecnología                | Edificio 454 | 49830                                   |
| Hemeroteca Nacional Universitaria              | Edificio 571 | 16963                                   |
| Biblioteca Ernesto Guhl                        | Edificio 225 | 23056                                   |
| Biblioteca de Ciencia Económicas               | Edificio 310 | 1421                                    |
| Biblioteca de Derecho y Ciencias Políticas     | Edificio 201 | 13753                                   |
| Biblioteca de Ciencias Agrarias                | Edificio 500 | 14193                                   |
| Biblioteca de Medicina Veterinaria y Zootecnia | Edificio 481 | 2660                                    |
| Biblioteca de Sociología                       | Edificio 205 | 2944                                    |
| Biblioteca de Lenguas Extranjeras              | Edificio 231 | 7435                                    |
| Centro de Documentación Mujer y Género         | Edificio 224 | 5894                                    |
| Centro de Documentación Ambiental CEDA         | Edificio 862 | 1420                                    |
| Sala Jaime Jaramillo Uribe                     | Edificio 224 | 2565                                    |
| Biblioteca Colegio IPARM                       | Edificio 431 | 15930                                   |

## Laboratorios
La Ciudad Universitaria de Bogotá tiene múltiples laboratorios para desarrollar actividades académicas y de investigación. En total son 430 laboratorios distribuidos en las diferentes facultades y unidades académicas.

## Museos
- Museo de Arte Universidad Nacional de Colombia
- Museo de Arquitectura Leopoldo Rother
- Museo de la Ciencia y el Juego
- Museo de Historia Natural del Instituto de Ciencias Naturales.
- Museo Entomológico
- Museo Organológico Musical
- Museo Paleontológico de Villa de Leyva

## Otros
Adicionalmente, la Sede Bogotá en su área de influencia cuenta con los siguientes espacios:
- Centro agropecuario Marengo: situado en el municipio de Mosquera (Cundinamarca).
- Casa Museo Jorge Eliécer Gaitán: Declarada Monumento Nacional en 1948 luego de la muerte del líder político. La Universidad Nacional tiene la tutela sobre el bien desde el 31 de marzo de 2006.
- Claustro de San Agustín. Es una edificación colonial, localizado en el centro histórico de la ciudad de Bogotá, y es sede del Portal de Museos y del Sistema de Patrimonio y Museos de la Universidad Nacional.
- Archivo Central e Histórico de la Universidad Nacional de Colombia. A cargo de la División de Archivo y Correspondencia de la Sede Bogotá. Cuenta con El Patrimonio documental de la Institución y sus antecedentes. Su acervo documental refleja la historia propia de la educación en el país.
- Hospital Universitario de la Universidad Nacional, está en proceso de consolidación, luego de que la Universidad adquiriera la Clínica Santa Rosa (Cajanal).
- UN Librería es uno de los puntos de venta de la librería de la universidad, ubicada en la Plazoleta de las Nieves en el centro de Bogotá.